# 銀彭納石首魚
銀彭納石首魚（学名：Pennahia argentata），又稱白姑魚，俗名白口、帕頭、黃順，為輻鰭魚綱鱸形目石首魚科的其中一個種。

## 分布
本魚分布在西北太平洋區，包括泰國、日本、韓國、台灣、馬來西亞、東中國海、南中國海、香港、越南等海域。

## 深度
水深3至40公尺。

## 特徵
本魚頭呈鈍尖形，吻不突出，口裂大，端位，傾斜，上頜約等長。上頜外列齒擴大為犬齒，內列細小絨毛狀齒。下頜齒2列，內列齒較大。體側上半為褐紫色，下半部為銀白色，背鰭軟條部中間有一白色縱線，硬棘部有黑邊。鰓腔黑色，口腔白色。背鰭硬棘11枚、背鰭软条25至28枚;臀鰭硬棘2枚、臀鳍软条7至8枚。體長可達28公分。

## 生態
本魚為近海中下層魚類，主要棲息在沙泥底質海域。每年4至6月，成群向沿岸回游產卵。肉食性，以甲殼類、海膽、小魚為食。

## 經濟利用
食用魚，肉質佳，適合油炸和清蒸食用。